# Lijst van onroerend erfgoed in Mortsel
Een overzicht van het onroerend erfgoed in de gemeente Mortsel. Het onroerend erfgoed maakt deel uit van het cultureel erfgoed in België.

## Bouwkundig erfgoed
| Object                                                   | Erfgoedstatus?        | Bouwjaar of architect                 | Deelgemeente | Adres                                     | Coördinaten                   | Nummer? | Afbeelding                                               |
| -------------------------------------------------------- | --------------------- | ------------------------------------- | ------------ | ----------------------------------------- | ----------------------------- | ------- | -------------------------------------------------------- |
| Postkantoor van 1906                                     |                       | 1906 Jean-Jacques Winders             | Mortsel      | Antwerpsestraat 1                         | 51° 10' 14" NB, 4° 26' 56" OL | 13572   | Postkantoor van 1906                                     |
| Eenheidsbebouwing van zes burgerhuizen                   |                       |                                       | Mortsel      | Antwerpsestraat 106-116                   | 51° 10' 25" NB, 4° 26' 40" OL | 13574   | Eenheidsbebouwing van zes burgerhuizen                   |
| Poortgebouw van het complex van de Antwerpse Waterwerken |                       | 1904 Michel De Braey                  | Mortsel      | Antwerpsestraat 258-262                   | 51° 10' 36" NB, 4° 26' 21" OL | 13578   | Poortgebouw van het complex van de Antwerpse Waterwerken |
| Vijf burgerhuizen                                        |                       |                                       | Mortsel      | Armand Segerslei 27-30, 36                | 51° 10' 17" NB, 4° 26' 45" OL | 13579   | Vijf burgerhuizen                                        |
| Hoekhuis in Nieuwe Zakelijkheid                          |                       |                                       | Mortsel      | Armand Segerslei 85                       | 51° 10' 13" NB, 4° 26' 41" OL | 13580   | Hoekhuis in Nieuwe Zakelijkheid                          |
| Kasteel Ter Varent                                       | Monument              |                                       | Mortsel      | Ter Varentstraat 59                       | 51° 10' 31" NB, 4° 26' 51" OL | 13582   | Kasteel Ter Varent                                       |
| Reeks van zes burgerhuizen                               |                       |                                       | Mortsel      | Berthoutstraat 25-33, Ter Varentstraat 79 | 51° 10' 34" NB, 4° 26' 48" OL | 13583   | Reeks van zes burgerhuizen                               |
| Rijhuis ontworpen door SILO                              |                       | 1980 J. Crepain, E. Hoeckx, J. Mooens | Mortsel      | Bosstraat 16                              |                               | 13586   | Rijhuis ontworpen door SILO                              |
| Kasteel Cantecroy                                        | Monument              |                                       | Mortsel      | Cantecroylaan 30                          | 51° 10' 36" NB, 4° 27' 48" OL | 13587   | Kasteel Cantecroy                                        |
| Burgerhuis van 1911                                      |                       | 1911                                  | Mortsel      | Deurnestraat 13                           | 51° 10' 28" NB, 4° 26' 33" OL | 13588   | Burgerhuis van 1911                                      |
| Hoeve De Schrans                                         | Monument              |                                       | Mortsel      | Deurnestraat 163                          | 51° 10' 43" NB, 4° 26' 43" OL | 13589   | Hoeve De Schrans                                         |
| Kasteel Varenthof                                        |                       | 1899 Edmond Leclef                    | Mortsel      | Deurnestraat 167                          | 51° 10' 46" NB, 4° 26' 46" OL | 13590   | Kasteel Varenthof                                        |
| Neoclassicistische burgerhuizen                          |                       |                                       | Mortsel      | Deurnestraat 242-244, 267-273             | 51° 11' 3" NB, 4° 26' 59" OL  | 13591   | Neoclassicistische burgerhuizen                          |
| Lusthof De Roode Leeuw                                   | Monument              |                                       | Mortsel      | Deurnestraat 281                          | 51° 11' 9" NB, 4° 26' 56" OL  | 13592   | Lusthof De Roode Leeuw                                   |
| Woning Van de Pas                                        |                       | 1967 Renaat Braem                     | Mortsel      | Dieseghemlei 110                          | 51° 10' 45" NB, 4° 27' 23" OL | 13593   | Woning Van de Pas                                        |
| Burgerhuis Ons Genoegen                                  |                       | 1904                                  | Mortsel      | Dorpsstraat 8                             | 51° 9' 54" NB, 4° 27' 48" OL  | 13594   | Burgerhuis Ons Genoegen                                  |
| Langgestrekte hoeve                                      |                       |                                       | Mortsel      | Drabstraat 288                            | 51° 10' 42" NB, 4° 28' 5" OL  | 13595   | Langgestrekte hoeve                                      |
| Tweegezinswoning                                         |                       | 1932 Antoine George                   | Mortsel      | Edmond Thieffrylaan 83-85                 | 51° 10' 0" NB, 4° 27' 2" OL   | 13596   | Tweegezinswoning                                         |
| Feestzaal Merelhof                                       |                       | 1933 Huib Hoste                       | Mortsel      | Edmond Thieffrylaan 94                    | 51° 9' 57" NB, 4° 26' 59" OL  | 13597   | Feestzaal Merelhof                                       |
| Eengezinswoning naar ontwerp van Bob Van Reeth           |                       | 1965-1970 bOb Van Reeth               | Mortsel      | Floralaan 51                              | 51° 10' 7" NB, 4° 27' 20" OL  | 13599   | Eengezinswoning naar ontwerp van Bob Van Reeth           |
| Dubbelwoning Oosterwijck-Van Eycken                      |                       | 1932 Walter Van den Broeck            | Mortsel      | Fortstraat 26-27                          | 51° 10' 28" NB, 4° 27' 24" OL | 13600   | Dubbelwoning Oosterwijck-Van Eycken                      |
| Sint-Fredericuskapel                                     |                       | 1909 Joseph Hertogs                   | Mortsel      | Fredericusstraat 79                       | 51° 9' 59" NB, 4° 28' 11" OL  | 13604   | Sint-Fredericuskapel                                     |
| Boerenwoning                                             | dorpsgezicht          |                                       | Mortsel      | Heideland 2A                              | 51° 10' 34" NB, 4° 27' 7" OL  | 13605   | Boerenwoning                                             |
| Parochiekerk van het Heilig Kruis                        |                       |                                       | Mortsel      | Heilig-Kruisstraat 26                     | 51° 10' 13" NB, 4° 26' 48" OL | 13606   | Parochiekerk van het Heilig Kruis                        |
| Architectenwoning van Gabriël Vinck                      |                       |                                       | Mortsel      | Hendrik Consciencelaan 23                 | 51° 10' 24" NB, 4° 26' 48" OL | 13607   | Architectenwoning van Gabriël Vinck                      |
| Hoeve Domen                                              | Monument: duiventoren |                                       | Mortsel      | Hendrik Consciencelaan 107                | 51° 10' 28" NB, 4° 27' 2" OL  | 13608   | Hoeve Domen                                              |
| Huis Les Marguerites                                     |                       |                                       | Mortsel      | Jaak Blockxstraat 40-42                   | 51° 10' 28" NB, 4° 26' 53" OL | 13611   | Huis Les Marguerites                                     |
| Modernistisch burgerhuis                                 |                       | 1936 N. Kaplanski                     | Mortsel      | Jaak Blockxstraat 85                      | 51° 10' 32" NB, 4° 26' 53" OL | 13612   | Modernistisch burgerhuis                                 |
| Woning Voets                                             |                       | 1926 P. Smekens                       | Mortsel      | Jozef Hermanslei 17                       | 51° 10' 32" NB, 4° 26' 13" OL | 13613   | Woning Voets                                             |
| Devotiekapel Notre Dame du Voyageur                      |                       |                                       | Mortsel      | Amadeus Stockmanslei z.nr.                | 51° 10' 47" NB, 4° 26' 60" OL | 13614   | Devotiekapel Notre Dame du Voyageur                      |
| Burgerhuis van 1933                                      |                       |                                       | Mortsel      | Kapellelei 11                             | 51° 10' 51" NB, 4° 27' 6" OL  | 13615   | Burgerhuis van 1933                                      |
| Burgerhuis van 1932                                      |                       | J. Ritzen                             | Mortsel      | Kapellelei 12                             | 51° 10' 49" NB, 4° 27' 6" OL  | 13616   | Burgerhuis van 1932                                      |
| Modernistisch burgerhuis                                 |                       | 1937 Vinck                            | Mortsel      | Kapellelei 25                             | 51° 10' 53" NB, 4° 27' 10" OL | 13617   | Modernistisch burgerhuis                                 |
| Architectenwoning Flor Van Reeth                         | Monument              | 1909 Flor Van Reeth                   | Mortsel      | Kapellelei 32                             | 51° 10' 52" NB, 4° 27' 13" OL | 13618   | Architectenwoning Flor Van Reeth                         |
| Ensemble met architectenwoning Flor Van Reeth            | Monument              | 1908 Flor Van Reeth                   | Mortsel      | Kapellelei 34                             | 51° 10' 52" NB, 4° 27' 13" OL | 13618   | Ensemble met architectenwoning Flor Van Reeth            |
| Ensemble met architectenwoning Flor Van Reeth            | Monument              | 1909 Flor Van Reeth                   | Mortsel      | Kapellelei 36                             | 51° 10' 52" NB, 4° 27' 13" OL | 13618   | Ensemble met architectenwoning Flor Van Reeth            |
| Klooster- en schoolgebouw                                |                       |                                       | Mortsel      | Kerkstraat 5                              | 51° 9' 57" NB, 4° 27' 46" OL  | 13622   | Klooster- en schoolgebouw                                |
| Twee arbeiderswoningen                                   |                       |                                       | Mortsel      | Kretenburgstraat 65-67                    | 51° 9' 51" NB, 4° 28' 8" OL   | 13623   | Twee arbeiderswoningen                                   |
| Fort IV                                                  | Monument              |                                       | Mortsel      | Krijgsbaan                                | 51° 10' 26" NB, 4° 27' 39" OL | 13624   | Fort IV                                                  |
| Vier tweegezinswoningen                                  |                       |                                       | Mortsel      | Liersesteenweg 6-22                       | 51° 10' 10" NB, 4° 27' 30" OL | 13625   | Vier tweegezinswoningen                                  |
| Modernistisch burgerhuis                                 |                       |                                       | Mortsel      | Liersesteenweg 172                        | 51° 10' 7" NB, 4° 28' 3" OL   | 13626   | Modernistisch burgerhuis                                 |
| Burgerhuis                                               |                       |                                       | Mortsel      | Liersesteenweg 173                        | 51° 10' 10" NB, 4° 28' 3" OL  | 13627   | Burgerhuis                                               |
| Modernistisch burgerhuis                                 |                       | 1934                                  | Mortsel      | Liersesteenweg 175                        | 51° 10' 10" NB, 4° 28' 3" OL  | 13628   | Modernistisch burgerhuis                                 |
| Twee burgerhuizen                                        |                       |                                       | Mortsel      | Liersesteenweg 304-306                    | 51° 10' 3" NB, 4° 28' 37" OL  | 13629   | Twee burgerhuizen                                        |
| Parochiekerk Sint-Jozef 1940-41                          |                       |                                       | Mortsel      | Liersesteenweg 312                        | 51° 10' 3" NB, 4° 28' 40" OL  | 13631   | Parochiekerk Sint-Jozef 1940-41                          |
| Brouwerij en mouterij                                    |                       |                                       | Mortsel      | Liersesteenweg 340                        | 51° 10' 3" NB, 4° 28' 51" OL  | 13632   | Brouwerij en mouterij                                    |
| Twee houten servitudewoningen                            | Monument              |                                       | Mortsel      | Lindenlei 6-8                             | 51° 10' 15" NB, 4° 27' 15" OL | 13633   | Twee houten servitudewoningen                            |
| Villa Marie-Prosper                                      |                       |                                       | Mortsel      | Lindenlei 58                              | 51° 10' 20" NB, 4° 27' 6" OL  | 13634   | Villa Marie-Prosper                                      |
| Burgerhuis van 1979                                      |                       | 1979 L. Jansen                        | Mortsel      | Lusthovenlaan 21                          | 51° 10' 2" NB, 4° 27' 2" OL   | 13635   | Burgerhuis van 1979                                      |
| Stadswoning                                              |                       |                                       | Mortsel      | Mechelsesteenweg 36                       | 51° 10' 10" NB, 4° 27' 0" OL  | 13636   | Stadswoning                                              |
| Eenheidsbebouwing met flats en winkels                   |                       |                                       | Mortsel      | Mechelsesteenweg 98-100                   | 51° 10' 4" NB, 4° 27' 6" OL   | 13639   | Eenheidsbebouwing met flats en winkels                   |
| Hoekhuis met café, gedateerd 1927                        |                       |                                       | Mortsel      | Lusthovenlaan 2                           | 51° 10' 3" NB, 4° 27' 7" OL   | 13640   | Upload foto                                              |
| Burgerhuis                                               |                       |                                       | Mortsel      | Mechelsesteenweg 191                      | 51° 9' 52" NB, 4° 27' 20" OL  | 13641   | Burgerhuis                                               |
| Villa Mathilde                                           |                       | 1913                                  | Mortsel      | Osylei 27                                 | 51° 10' 52" NB, 4° 27' 3" OL  | 13642   | Villa Mathilde                                           |
| Parochiekerk Sint-Lodewijk                               |                       |                                       | Mortsel      | Osylei 74                                 | 51° 10' 42" NB, 4° 27' 14" OL | 13643   | Parochiekerk Sint-Lodewijk                               |
| Brouwerswoning De Doorneboom                             |                       |                                       | Mortsel      | Oudebaan 115                              | 51° 9' 49" NB, 4° 27' 25" OL  | 13644   | Brouwerswoning De Doorneboom                             |
| Reeks arbeiderswoningen in cottagestijl                  |                       | 1921-22                               | Mortsel      | Ridder van Ranstlei 17-67, 73-95          | 51° 10' 27" NB, 4° 26' 11" OL | 13646   | Reeks arbeiderswoningen in cottagestijl                  |
| Bedrijfsgebouwen Agfa-Gevaert: site Gevaert 1            | Monument: schoorsteen |                                       | Mortsel      | Septestraat 27                            | 51° 10' 38" NB, 4° 26' 29" OL | 13649   | Bedrijfsgebouwen Agfa-Gevaert: site Gevaert 1            |
| Parochiekerk Heilige Bernadette                          |                       | 1966                                  | Mortsel      | Sint-Bernadettestraat                     | 51° 9' 52" NB, 4° 27' 2" OL   | 13652   | Parochiekerk Heilige Bernadette                          |
| Kasteel Ten Dorpe                                        | Monument              |                                       | Mortsel      | Theofiel Reynlaan 3                       | 51° 10' 32" NB, 4° 27' 4" OL  | 13654   | Kasteel Ten Dorpe                                        |
| Vrije basisschool Sint-Benedictus                        |                       | 1879                                  | Mortsel      | Van Dijckstraat 5                         | 51° 9' 55" NB, 4° 27' 52" OL  | 13655   | Vrije basisschool Sint-Benedictus                        |
| Villa Albert                                             |                       |                                       | Mortsel      | Vestinglaan 36                            | 51° 10' 9" NB, 4° 27' 31" OL  | 13657   | Villa Albert                                             |
| Diezegemhoeve                                            | Monument              |                                       | Mortsel      | Wouter Volcaertstraat 44                  | 51° 10' 47" NB, 4° 27' 28" OL | 13658   | Diezegemhoeve                                            |
| Parochiekerk Sint-Benedictus                             | Monument: toren       |                                       | Mortsel      | Wouwstraat                                | 51° 9' 56" NB, 4° 27' 48" OL  | 13659   | Parochiekerk Sint-Benedictus                             |
| Pastorie Sint-Benedictusparochie                         |                       |                                       | Mortsel      | Wouwstraat 2                              | 51° 9' 54" NB, 4° 27' 44" OL  | 13761   | Pastorie Sint-Benedictusparochie                         |
| Burgerhuis                                               |                       |                                       | Mortsel      | Wouwstraat 3                              | 51° 9' 53" NB, 4° 27' 48" OL  | 13762   | Burgerhuis                                               |
| Winkelhuis                                               |                       |                                       | Mortsel      | Wouwstraat 16                             | 51° 9' 52" NB, 4° 27' 46" OL  | 13763   | Winkelhuis                                               |
| Drie burgerhuizen                                        |                       |                                       | Mortsel      | Wouwstraat 22-26                          | 51° 9' 51" NB, 4° 27' 45" OL  | 13764   | Drie burgerhuizen                                        |
| Villa                                                    |                       |                                       | Mortsel      | Wouwstraat 28                             | 51° 9' 51" NB, 4° 27' 45" OL  | 13765   | Villa                                                    |
| Villa Rosa                                               | dorpsgezicht          | 1890                                  | Mortsel      | Wouwstraat 30                             | 51° 9' 50" NB, 4° 27' 45" OL  | 13766   | Upload foto                                              |
| Eenheidsbebouwing Villa Johnny en Villa Rosy             | dorpsgezicht          |                                       | Mortsel      | Wouwstraat 32-34                          | 51° 9' 49" NB, 4° 27' 47" OL  | 13767   | Eenheidsbebouwing Villa Johnny en Villa Rosy             |
| Burgerhuis                                               |                       |                                       | Mortsel      | Wouwstraat 39                             | 51° 9' 49" NB, 4° 27' 50" OL  | 13768   | Burgerhuis                                               |
| Woning Nagels                                            |                       | Renaat Braem                          | Mortsel      | Drabstraat 252                            | 51° 10' 37" NB, 4° 28' 8" OL  | 61098   | Woning Nagels                                            |
| Schans V                                                 |                       |                                       | Mortsel      | Drabstraat 256A                           |                               | 216070  | Upload foto                                              |
| Oorlogsmonument Mortsel                                  | Monument              |                                       | Mortsel      | Liersesteenweg                            |                               | 216151  | Upload foto                                              |
| Monument der Oud-strijders                               |                       |                                       | Mortsel      | Edegemsestraat                            |                               | 216152  | Upload foto                                              |
| Woning Tanghe                                            |                       |                                       | Mortsel      | Amedeus Stockmanslei 103                  |                               | 216655  | Woning Tanghe                                            |
| Ereperk en oorlogsmonument                               | Monument              |                                       | Mortsel      | Lepelstraat                               |                               | 302871  | Ereperk en oorlogsmonument                               |

### Bouwkundige gehelen
| Object           | Erfgoedstatus? | Bouwjaar of architect | Deelgemeente | Adres | Coördinaten | Nummer? | Afbeelding       |
| ---------------- | -------------- | --------------------- | ------------ | --- | ----------- | ------- | ---------------- |
| Tuinwijk Minerva |                |                       | Mortsel      | Beekstraat 2-28, 2A, Minervastraat 99 (Edegem), Beekstraat 1-23, Bosstraat 1-10, 11-35, Elzenplein 1-6, 7-9, Minervastraat 57-95, Van Peborghlei 112-136, Weidestraat 2-12 |             | 127075  | Tuinwijk Minerva |